# Nanasaheb Peshwa

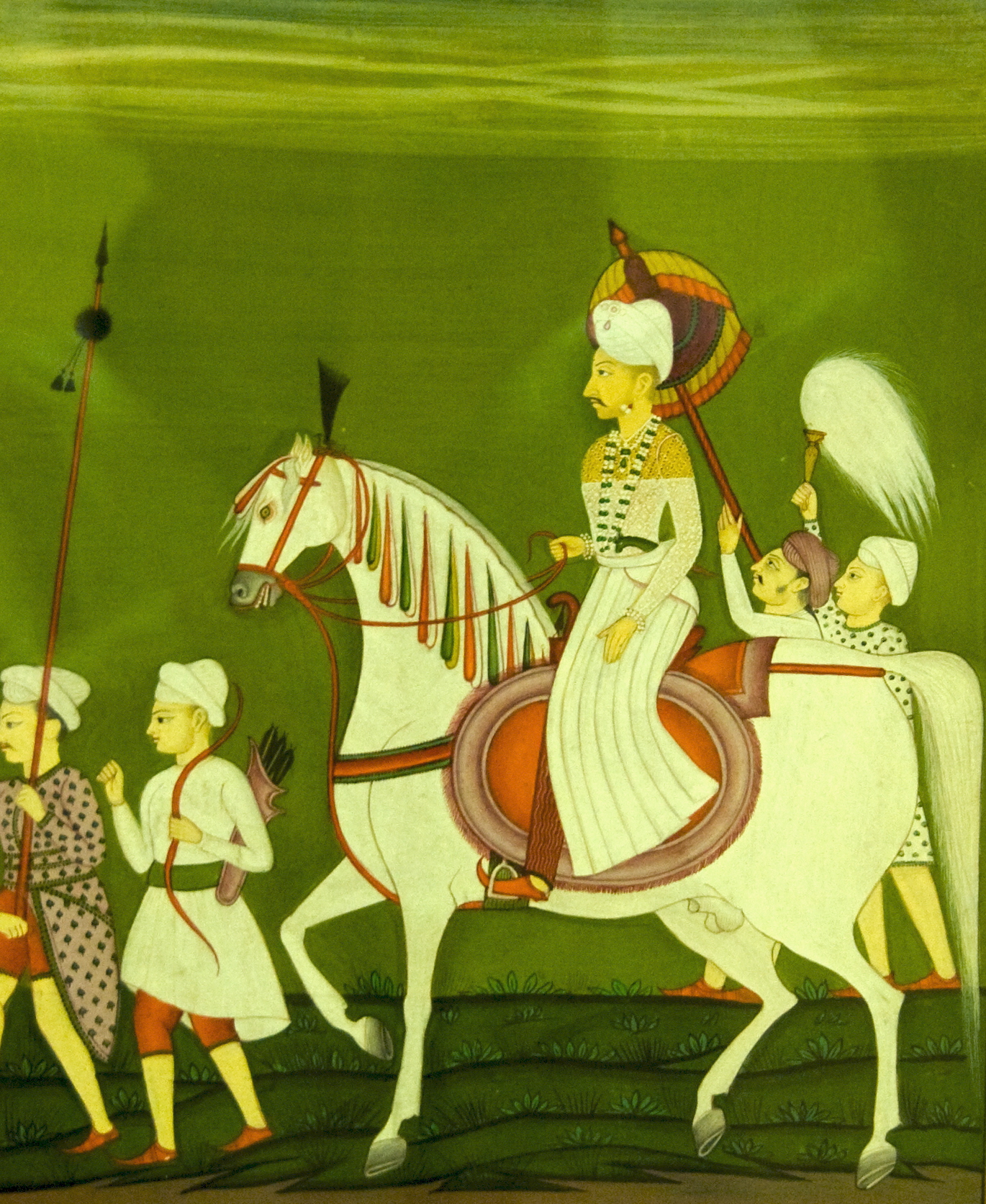
Nanasaheb Peshwa

Nanasaheb (Balaji Bajirao) blev peshwa över marathernas rike i Indien 1740. 
Han tillbragte en väsentlig del av sin tid vid makten med att bygga ut sin huvudstad i Pune. Vid slaget i Panipat 1761, som maratherna förlorade mot invaderande afghaner, stupade Nanasahebs äldste son och broder. Nanasaheb själv repade sig aldrig från chocken av detta, och dog snart efter slaget, för att efterträdas av näst äldste sonen Madhavrao Peshwa.